# Ai Otsuka
Ai Otsuka (大塚愛, Ōtsuka Ai, n. 9 septembrie 1982, Osaka, Japonia) este o cântăreață japoneză. De la debutul său, în 2003, cu primul ei single, „Momo no Hanabira”, a lansat cinci albume de studio, 19 discuri single și o compilație.

## Discografie
- LOVE PUNCH
- LOVE JAM
- LOVE COOK
- LOVE PiECE
- LOVE LETTER